# بال نقشه‌ای
پروانه بال نقشه‌ای  (نام علمی: Cyrestis maenalis) از گونه پروانه‌هایی است که در سال ۱۸۳۴ میلادی توصیف علمی شدند. جنوب‌شرقی آسیا زیستگاه این گونه‌است.